# 보령시
보령시(保寧市)는 대한민국 충청남도 서해안에 있는 시이다. 동쪽은 청양군·부여군, 서쪽은 서해에 면하며, 남쪽은 서천군, 북쪽은 홍성군과 접하고 있다. 장항선과 서해안고속도로가 연결된다. 대천항과 대천해수욕장, 무창포해수욕장 등이 있고, 매년 보령머드축제를 개최한다. 대천을 중심으로 도심을 형성하며, 한국중부발전 본사가 있다. 행정구역은 1읍 10면 5동 1출장소(보령시 직할)이다.

## 역사
| Daedongyeojido (Gyujanggak) 15-05.jpg |
| Daedongyeojido (Gyujanggak) 16-05.jpg |

- 1914년 4월 1일 보령군, 남포군, 오천군을 보령군으로 통폐합하였다.[3]

| 조선총독부령 제111호 | |             |                                                                                                |
| 구 행정구역          | 구 행정구역 | 신 행정구역 | 신 행정구역                                                                                    |
| 보령군               | 청라면(靑蘿面) 당내리/내곡리/백현리/원재동/의평리 일부/주평리 일부, 은선동/원우리/지천리/상중리/월치리/정산리 일부/주평리 일부, 소리동/둔대리/양지리/감치리/정산리 일부, 호동/상동리/세곡리/평정리 일부/의평리 일부, 하장동/상장동/장내리/서원리/복병리/서산리/질곡리, 임천동/증성리/창대리/분향리/면천리/평정리 일부                                                                  | 청라면      | 내현리, 나원리, 소양리, 의평리, 장산리, 향천리                                                 |
| 보령군               | 오삼전면(吾三田面) 신평리/박산리/상건천리/하건천리/하장전리 일부/엄현리 일부, 신대리/엄현리 일부, 정동/시궁동/서촌리/옥어리/하룡리 일부/길현리 일부, 명대리/삼거리/위현리/상장전리/하장전리 일부/중리 일부, 석우동/사거리/황곡리/상룡리/송당리/광암리/길현리 일부/하룡리 일부/중리 일부/하장전리 일부                                                                                  | 청라면      | 신산리, 음현리, 옥계리, 장현리, 황룡리                                                         |
| 보령군               | 청소면(靑所面) 청연리/성당리/양지리/음지리/성동, 재궁동/풍정리/죽림리 일부, 논향동/신평리/어전리 일부/건정리 일부/(장척면) 비야평리 일부, 도원리/의식리/홍도원리/석포리/마동/죽림리 일부 | 청소면      | 성연리, 재정리, 정전리, 죽림리                                                                 |
| 보령군               | 장척면(長尺面) 송동/신리/중리, 통곡리/뇌곡리/남현리 일부/석교리 일부/비야평리 일부/(청소면) 어전리 일부, 장좌동/석교리 일부/남현리 일부/후동 일부/조곡리 일부/망선동 일부/구수동 일부/(오천군 천동면) 석현리 일부, 내상리/외상리/송암리/진목정리/마점리/사동/죽하리/후동 일부/(청소면) 건정리 일부, 마명리/내강리/외강리/구수동 일부/상리 일부/망선동 일부/(오천군 천동면) 산수동 일부 | 청소면      | 신송리, 야현리, 장곡리, 진죽리                                                                 |
| 보령군               | 장척면(長尺面) 송동/신리/중리, 통곡리/뇌곡리/남현리 일부/석교리 일부/비야평리 일부/(청소면) 어전리 일부, 장좌동/석교리 일부/남현리 일부/후동 일부/조곡리 일부/망선동 일부/구수동 일부/(오천군 천동면) 석현리 일부, 내상리/외상리/송암리/진목정리/마점리/사동/죽하리/후동 일부/(청소면) 건정리 일부, 마명리/내강리/외강리/구수동 일부/상리 일부/망선동 일부/(오천군 천동면) 산수동 일부 | 주포면      | 마강리                                                                                         |
| 보령군               | 주포면(周浦面) | 주포면      | 고정리, 관산리, 송학리, 봉당리, 신성리, 은포리, 주교리                                         |
| 보령군               | 목충면(木忠面) | 주포면      | 관창리, 신대리                                                                                 |
| 보령군               | 목충면(木忠面) | 대천면      | 대천리, 죽정리                                                                                 |
| 보령군               | 우라면(于羅面) | 대천면      | 궁촌리, 남곡리, 내항리, 동대리, 명천리, 신흑리, 요암리, 화산리                                 |
| 남포군               | 웅천면(熊川面) | 웅천면      | 관당리, 구룡리, 노천리, 대천리, 독산리, 두룡리, 소황리, 죽청리, 황교리                         |
| 남포군               | 고읍면(古邑面) | 웅천면      | 대창리, 성동리, 수부리, 평리                                                                   |
| 남포군               | 군내면(郡內面) | 남포면      | 달산리, 옥동리, 옥서리, 읍내리                                                                 |
| 남포군               | 신안면(新安面) | 남포면      | 신흥리, 양기리, 양항리, 월전리                                                                 |
| 남포군               | 북내면(北內面) | 남포면      | 봉덕리, 삼현리, 소송리, 제석리, 창동리                                                         |
| 남포군               | 북외면(北外面) | 미산면      | 개화리, 도화담리, 성주리, 풍계리                                                               |
| 남포군               | 심전면(深田面) | 미산면      | 남심리, 내평리, 녹전리, 대농리, 도흥리, 봉성리, 삼계리, 옥현리, 용수리, 은현리, 평라리, 풍산리 |
| 남포군               | 불은면(佛恩面) | 주산면      | 동오리, 삼곡리, 창암리, 화평리, 황율리                                                         |
| 남포군               | 습의면(習衣面) | 주산면      | 금암리, 유곡리, 신구리, 야룡리, 주야리, 증산리                                                 |
| 오천군               | 천북면(川北面) | 천북면      | 궁포리, 낙동리, 사호리, 신덕리, 신죽리, 장은리, 하만리, 학성리                                 |
| 오천군               | 천동면(川東面) | 오천면      | 갈현리, 교성리, 소성리, 영보리, 오포리                                                         |
| 오천군               | 하서면(河西面) | 오천면      | 녹도리, 삽시도리, 외연도리                                                                     |
| 오천군               | 하남면(河南面) | 오천면      | 원산도리, 효자도리                                                                             |
10면 - 주포면, 청소면, 대천면, 청라면, 남포면, 웅천면, 주산면, 미산면, 오천면, 천북면
- 1917년 10월 1일 주포면 신성리를 보령리로 개칭하였다.[4]
- 1963년 1월 1일 대천면을 대천읍으로 승격하였다.[5] (1읍 9면)
- 1970년 7월 27일 미산면 성주출장소를 설치하였다.[6]
- 1971년 2월 1일 주포면 주교출장소를 설치하였다.[7]
- 1983년 2월 15일 오천면 삽시도리 중 내파수도·외파수도·외도가 서산군 안면읍으로 편입되고,[8] 오천면 갈현리 일부가 주포면 연지리로 신설되었다.[9]
- 1986년 1월 1일 대천읍 일원을 관할로 대천시가 설치되었다.[10] (9면)

6행정동 - 원동, 대관동, 대신동, 흥덕동, 현포동, 왕대동
- 1986년 3월 27일 미산면 성주출장소가 성주면으로 승격하였다.[11] (10면)
- 1989년 4월 1일 주포면 주교출장소가 주교면으로 승격하였다.[12] (11면)
- 1994년 2월 4일 보령군 원산도출장소를 설치하였다.[13]
- 1994년 10월 1일 대천시 청사를 명천동 269-4(성주산로 77)번지로 이전하였다.
- 1995년 1월 1일 대천시 일원과 보령군 일원을 관할로 도농복합형태의 보령시가 설치되었다.[14] (11면 6행정동)
- 1995년 3월 2일 웅천면이 웅천읍으로 승격하였다.[15] (1읍 10면 6행정동)
- 1998년 10월 28일 왕대동을 현포동으로 합동하였다.[16] (1읍 10면 5행정동)
- 1999년 7월 20일 원동을 대천1동으로, 대관동을 대천2동으로, 대신동을 대천3동으로, 흥덕동을 대천4동으로, 현포동을 대천5동으로 개칭하였다.[17]
- 2020년 6월 30일: 원산도, 증도(시루섬)와 효자도를 관할하는 오천면 원산도출장소를 보령시청 직할 원산도출장소로 전환 https://www.mois.go.kr/frt/bbs/type001/commonSelectBoardArticle.do?bbsId=BBSMSTR_000000000052&nttId=79086
- 2022년 12월 31일 : 오천면 원산도출장소가 원산출장소로 개칭하였다.

## 지리
보령시는 충청남도 서해안 중앙에 위치한다. 동으로는 청양군, 북으로는 홍성군, 남으로는 서천군, 부여군에 접하고 있으며, 서편에는 114.9km의 해안선이 접하고 있다. 시가지를 중심으로 남·북으로는 장항선 철도와 국도 제21호선이, 동·서로는 국도 제36호선과 국도 제40호선이 각각 통과하여 서해안 교통의 중심을 이루고 있다. 리아시스식 해안을 따라 발달된 천혜의 관광 휴양지인 대천해수욕장 및 1.5km 바닷길이 열리는 모세의 기적으로 유명한 무창포 해수욕장은 이미 널리 이름나 있다. 보령 해안에 산재되어 있는 진흙을 이용 머드화장품을 개발 판매하여 전국 최우수 경영수익 기관으로 수상한 바 있다.

### 기후
| 보령지역기상서비스센터 (보령시 요암동, 해발 9.98m)의 기후 | 보령지역기상서비스센터 (보령시 요암동, 해발 9.98m)의 기후 | 보령지역기상서비스센터 (보령시 요암동, 해발 9.98m)의 기후 | 보령지역기상서비스센터 (보령시 요암동, 해발 9.98m)의 기후 | 보령지역기상서비스센터 (보령시 요암동, 해발 9.98m)의 기후 | 보령지역기상서비스센터 (보령시 요암동, 해발 9.98m)의 기후 | 보령지역기상서비스센터 (보령시 요암동, 해발 9.98m)의 기후 | 보령지역기상서비스센터 (보령시 요암동, 해발 9.98m)의 기후 | 보령지역기상서비스센터 (보령시 요암동, 해발 9.98m)의 기후 | 보령지역기상서비스센터 (보령시 요암동, 해발 9.98m)의 기후 | 보령지역기상서비스센터 (보령시 요암동, 해발 9.98m)의 기후 | 보령지역기상서비스센터 (보령시 요암동, 해발 9.98m)의 기후 | 보령지역기상서비스센터 (보령시 요암동, 해발 9.98m)의 기후 | 보령지역기상서비스센터 (보령시 요암동, 해발 9.98m)의 기후 |
| 월                                                        | 1월                                                       | 2월                                                       | 3월                                                       | 4월                                                       | 5월                                                       | 6월                                                       | 7월                                                       | 8월                                                       | 9월                                                       | 10월                                                      | 11월                                                      | 12월                                                      | 연간                                                      |
| --------------------------------------------------------- | --------------------------------------------------------- | --------------------------------------------------------- | --------------------------------------------------------- | --------------------------------------------------------- | --------------------------------------------------------- | --------------------------------------------------------- | --------------------------------------------------------- | --------------------------------------------------------- | --------------------------------------------------------- | --------------------------------------------------------- | --------------------------------------------------------- | --------------------------------------------------------- | --------------------------------------------------------- |
| 역대 최고 기온 °C (°F)                                    | 17.8 (64.0)                                               | 20.0 (68.0)                                               | 22.6 (72.7)                                               | 29.1 (84.4)                                               | 31.6 (88.9)                                               | 32.6 (90.7)                                               | 37.8 (100.0)                                              | 36.4 (97.5)                                               | 37.1 (98.8)                                               | 30.8 (87.4)                                               | 25.6 (78.1)                                               | 18.5 (65.3)                                               | 37.8 (100.0)                                              |
| 일평균 최고 기온 °C (°F)                                  | 4.2 (39.6)                                                | 6.2 (43.2)                                                | 10.8 (51.4)                                               | 16.7 (62.1)                                               | 21.9 (71.4)                                               | 25.7 (78.3)                                               | 28.4 (83.1)                                               | 29.8 (85.6)                                               | 26.2 (79.2)                                               | 20.7 (69.3)                                               | 13.7 (56.7)                                               | 6.7 (44.1)                                                | 17.6 (63.7)                                               |
| 일일 평균 기온 °C (°F)                                    | −0.2 (31.6)                                               | 1.2 (34.2)                                                | 5.5 (41.9)                                                | 11.1 (52.0)                                               | 16.5 (61.7)                                               | 21.1 (70.0)                                               | 24.8 (76.6)                                               | 25.7 (78.3)                                               | 21.2 (70.2)                                               | 15.1 (59.2)                                               | 8.6 (47.5)                                                | 2.1 (35.8)                                                | 12.7 (54.9)                                               |
| 일평균 최저 기온 °C (°F)                                  | −4.4 (24.1)                                               | −3.3 (26.1)                                               | 0.4 (32.7)                                                | 5.7 (42.3)                                                | 11.7 (53.1)                                               | 17.1 (62.8)                                               | 21.9 (71.4)                                               | 22.3 (72.1)                                               | 16.9 (62.4)                                               | 10.1 (50.2)                                               | 4.1 (39.4)                                                | −2.0 (28.4)                                               | 8.4 (47.1)                                                |
| 역대 최저 기온 °C (°F)                                    | −17.6 (0.3)                                               | −16.4 (2.5)                                               | −9.6 (14.7)                                               | −5.2 (22.6)                                               | 2.2 (36.0)                                                | 6.6 (43.9)                                                | 13.8 (56.8)                                               | 12.1 (53.8)                                               | 4.8 (40.6)                                                | −1.3 (29.7)                                               | −8.1 (17.4)                                               | −16.0 (3.2)                                               | −17.6 (0.3)                                               |
| 평균 강수량 mm (인치)                                     | 22.6 (0.89)                                               | 30.2 (1.19)                                               | 42.0 (1.65)                                               | 72.7 (2.86)                                               | 87.5 (3.44)                                               | 134.0 (5.28)                                              | 248.1 (9.77)                                              | 270.3 (10.64)                                             | 135.4 (5.33)                                              | 59.9 (2.36)                                               | 53.7 (2.11)                                               | 35.0 (1.38)                                               | 1,191.4 (46.91)                                           |
| 평균 강수일수 (≥ 0.1 mm)                                  | 8.1                                                       | 6.4                                                       | 7.0                                                       | 7.5                                                       | 8.1                                                       | 8.6                                                       | 13.8                                                      | 12.1                                                      | 7.8                                                       | 6.0                                                       | 8.7                                                       | 10.8                                                      | 104.9                                                     |
| 평균 상대 습도 (%)                                        | 69.0                                                      | 67.3                                                      | 67.4                                                      | 67.4                                                      | 72.0                                                      | 77.4                                                      | 83.8                                                      | 80.8                                                      | 76.3                                                      | 71.6                                                      | 69.5                                                      | 69.2                                                      | 72.6                                                      |
| 평균 월간 일조시간                                        | 160.8                                                     | 175.8                                                     | 217.1                                                     | 225.9                                                     | 237.8                                                     | 203.7                                                     | 162.3                                                     | 193.8                                                     | 203.1                                                     | 211.5                                                     | 165.7                                                     | 153.5                                                     | 2,311                                                     |
| 출처: 기상청 (평년값: 1991년~2020년, 극값: 1972년~현재)   |                                                           |                                                           |                                                           |                                                           |                                                           |                                                           |                                                           |                                                           |                                                           |                                                           |                                                           |                                                           |                                                           |

## 행정 구역
보령시의 행정 구역은 1읍, 10면, 5동으로 구성되며 보령시 직할로 원산출장소를 두고 있다. 보령시의 면적은 569.01 km2이며, 인구는 2012년 말을 기준으로 45,275 세대, 106,421 명이다. 인구의 대부분이 도심인 대천에 거주하고 있다.
| 읍면동     | 한자       | 면적   | 세대   | 인구    | 지도 |
| ---------- | ---------- | ------ | ------ | ------- | ---- |
| 웅천읍     | 熊川邑     | 62.5   | 3,469  | 7,466   |      |
| 주포면     | 周浦面     | 13.34  | 859    | 1,762   |      |
| 주교면     | 舟橋面     | 36.32  | 2,388  | 5,750   |      |
| 오천면     | 鰲川面     | 50.42  | 2,644  | 5,684   |      |
| 천북면     | 川北面     | 55.17  | 1,861  | 4,180   |      |
| 청소면     | 靑所面     | 38.45  | 1,491  | 3,194   |      |
| 청라면     | 靑蘿面     | 69.82  | 2,048  | 4,471   |      |
| 남포면     | 藍浦面     | 49.44  | 2,592  | 5,734   |      |
| 주산면     | 珠山面     | 40.93  | 1,463  | 2,989   |      |
| 미산면     | 嵋山面     | 65.53  | 1,016  | 2,096   |      |
| 성주면     | 聖住面     | 39.79  | 1,295  | 2,838   |      |
| 대천1동    | 大川1洞    | 5.22   | 6,388  | 16,978  |      |
| 대천2동    | 大川2洞    | 4.06   | 3,057  | 7,566   |      |
| 대천3동    | 大川3洞    | 8.45   | 5,427  | 13,539  |      |
| 대천4동    | 大川4洞    | 7.53   | 5,779  | 15,135  |      |
| 대천5동    | 大川5洞    | 22.04  | 3,466  | 7,412   |      |
| 원산출장소 | 元山出張所 | -      | 586    | 1,121   |      |
| 보령시     | 保寧市     | 569.01 | 45,243 | 106,794 |      |

## 교통
장항선과 서해안고속도로가 남북으로 관통하고 장항선의 주요역인 대천역과 웅천역이 있고 서해안고속도로 무창포 나들목과 대천 나들목, 광천 나들목이 있다. 대천항의 대천여객터미널로 주변 섬들과 주변 항구로 갈 수 있는 고속선과 카페리가 운행되고 있다.
보령해저터널이 2021년 개통 되었다.

### 철도
- 장항선 : 원죽역, 청소역, 주포역, 대천역, 남포역, 웅천역, 간치역, 온동역

### 버스
- 시내버스 : 보령시의 시내버스
- 시외버스 : 보령시외버스터미널, 대천해수욕장시외버스정류장

### 도로
- 고속도로 : 서해안고속도로 (대천 나들목, 광천 나들목, 무창포 나들목)
- 국도 : 국도 제21호선, 국도 제36호선, 국도 제40호선, 국도 제77호선
- 지방도 : 지방도 제606호선, 지방도 제607호선, 지방도 제609호선, 지방도 제610호선, 지방도 제617호선, 지방도 제622호선
- 터널: 보령해저터널, 봉황터널, 웅천터널, 성주터널, 봉재터널

### 항구
- 국가어항 : 무창포항, 오천항, 외연도항
- 지방어항 : 장고도항, 고대도항, 보령항, 효자도항, 호도항, 원산도항, 삽시도항, 녹도항
- 어촌정주어항 : 죽도항, 학성항
- 소규모 어항 : 고정항, 명덕항, 밤섬항, 사호항, 소도항, 송학항, 월도항, 육도항, 저두항, 진고지항, 초전항, 추도항, 허육도항

## 행정 기관

#### 경찰서
- 보령경찰서(명천동)
- 보령해양경찰서(명천동) (보령시, 홍성군, 서천군 관할)

#### 소방서
- 보령소방서(명천동)

#### 법원
- 대전지방법원 홍성지원 보령시법원(대천2동)

#### 우체국, 전화국
- 보령우체국(궁촌동)
- KT 보령지점(대천2동)

#### 기타
- 한국중부발전 본사(대천2동)
  - 한국중부발전 보령발전본부(오천면)
- 대전지방국세청 보령세무서
- 대전지방고용노동청 보령고용노동지청
- 대한지적공사 보령지사(대천1동)
- 한국농어촌공사 보령지사(죽정동)
- 대천임해교육원 (대천5동)

## 교육 기관
- 사립전문대학

|  | - 아주자동차대학교 |

- 고등학교

|  | - 대천고등학교 - 대천여자고등학교 | - 대천여자상업고등학교 - 웅천고등학교 | - 주산산업고등학교 - 충남해양과학고등학교 |

- 중학교

|  | - 남포중학교 - 대명중학교 - 대천서중학교 | - 대천여자중학교 - 대천중학교 - 미산중학교 | - 보령중학교 - 웅천중학교 - 원의중학교 | - 주산중학교 - 천북중학교 - 청라중학교 | - 한내여자중학교 |

- 특수학교

|  | - 보령정심학교 |

## 문화·관광
- 대천해수욕장

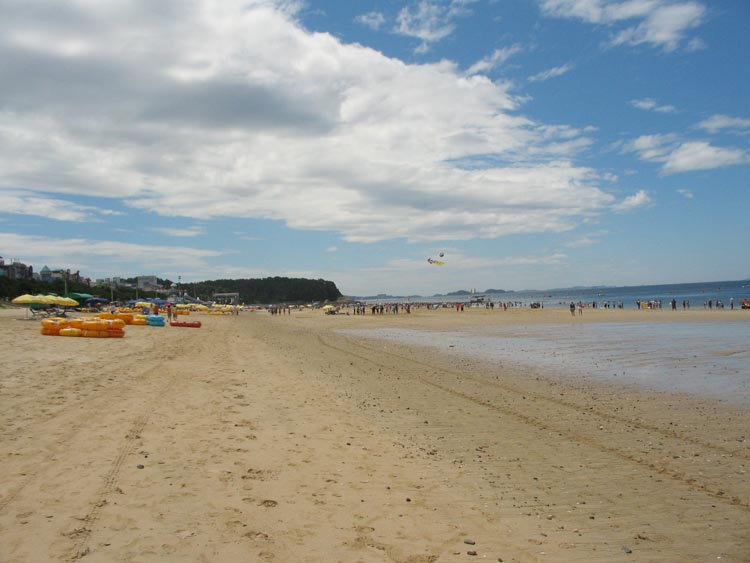
대천해수욕장

백사장의 길이가 3.5km, 폭 100m에 달하는 대형 해수욕장이며, 백사장 남쪽에 기암괴석이 잘 발달되어 있다.
- 무창포해수욕장
- 삽시도

삽시도(揷矢島)는 섬이 화살을 꽂아놓은 모양 같다고 하여 붙여진 이름이다. 충남 보령시의 대천항에서 13km쯤 떨어진 삽시도는 충청남도에서 안면도, 원산도 다음으로 큰 섬이다. 하지만 면적은 3.78km2, 해안선의 길이는 11km밖에 되지 않는다. 밤섬해수욕장은 삽시도에서 가장 큰 백사장을 갖고 있으며, 해송 숲과 양쪽 끝에 있는 암석지대, 바로 앞에 솟아 있는 불모도가 어우러져 있다. 2008년에 행정안전부와 한국관광공사가 공동으로 선정한 "2008 휴양하기 좋은 섬 Best 30"에 선정되었다.

### 문화재
보령 충청수영성
보령 충청수영 진휼청
보령 충청수영 장교청
보령 성주사지
보령 성주사지 석계단
보령 성주사지 석불입상
보령 성주사지 오층석탑
보령 성주사지 동 삼층석탑
보령 성주사지 중앙 삼층석탑
보령 성주사지 낭혜화상탑비
보령 최고운 유적
보령 김좌진 장군 묘
보령 이지함 선생 묘
보령 신경섭 가옥
보령 편무성가옥
보령 백운사 부도
보령 영식필 산신도 백운사본
보령 죽청리 고인돌
보령 화암서원
보령 용암명당
보령 집성당
보령 광성대원군 사우
보령 수현사
보령 남포읍성
보령 남포향교
보령 보령향교
보령 성곽
보령 관아문
보령 경찰서 망루
보령 단원사
보령 수비리 귀부 및 이수
보령 맨삽지
보령 정려각

### 축제
- 보령머드축제

보령머드의 우수성을 널리 알리고 대천해수욕장을 비롯한 지역 관광명소를 홍보코자 충청남도 보령시에서 1998년 7월부터 개최되는 축제이다.
보령머드축제
천북 굴 축제
청라은행마을축제
주산벗꽃축제
무창포 신비의 바닷길 축제
무창포 대하, 전어 축제
쭈꾸미, 도다리축제
성주산 단풍 축제
대천항 수산물 축제
보령 김 축제
대천겨울바다사랑축제

## 산업

### 지역내 총생산
보령시의 2012년 지역내 총생산은 6조3846억원으로 충청남도 지역내 총생산의 2.2%를 차지하고 있다. 이중 농림어업(1차 산업)은 3837억원으로 60%의 비중을 차지하고, 광업 및 제조업(2차 산업)은 1조4528억원으로 22.8%의 비중으로 차지하고 상업 및 서비스업(3차 산업)은 4조5482억원으로 71.2%의 비중을 차지한다. 3차 산업 부문에서는 대규모 화력발전소가 입지해 있어, 특히 전기,가스,증기 및 수도사업(33.3%)과 건설업(5.7%), 공공행정(5.5%)과 운수업(4.8%)이 큰 비중을 차지하고 있다.

### 산업별 종사자 수
2014년 보령시 산업의 총 종사자 수는 33,597명으로 충청남도 총 종사자 수의 4.1%를 차지하고 있다. 이 중 농림어업(1차 산업)은 332명으로 1%의 비중을 차지하며, 광업 및 제조업(2차 산업)은 5,144명으로 15.3%의 비중을 차지하고 상업 및 서비스업(3차 산업)은 28,121명으로 83.7%의 비중을 차지한다. 2차 산업은 충청남도 전체의 비중(32.8%)보다 낮고 3차 산업은 충청남도 전체 비중(66.7%)보다 높다. 3차 산업 부문에서는 숙박 및 음식점업(16.2%), 도소매업(15.5%), 보건업 및 사회복지서비스업(8.0%), 건설업(7.9%)이 큰 비중을 차지하고 있다.

### 상주인구와 주간인구
보령시의 2010년 기준 상주인구는96,032명이고 주간인구는 96,675명으로 주간인구지수가 101로 조금 높다. 통근으로 인한 유입인구는 2,209 명, 유출인구는 1,285명이고, 통학으로 인한 유입인구는 247명, 유출인구는 528명으로 전체 유입인구가 643명 더 많은데, 이는 충청남도 대부분의 지역에서 공통적으로 나타나는 현상이다.

## 자매 도시
- 대한민국 인천광역시 남동구 (1998년 10월 23일)
- 대한민국 대구광역시 동구 (2007년 10월 26일)
- 대한민국 강원특별자치도 강릉시 (2023년 7월 23일)
- 일본 가나가와현 후지사와시
- 미국 플로리다주 탬파

## 같이 보기
- 대한민국의 행정 구역
- 대한민국의 설치순 도시 목록